# 2009 JE19
2009 JE19 est un objet transneptunien, faisant partie des plutinos, d'un diamètre d'environ 220 km.